# Маячка (Генічеський район)
Мая́чка — село в Україні, у Новотроїцькій селищній громаді Генічеського району Херсонської області. Населення становить 390 осіб. До 2020 орган місцевого самоврядування — Новомихайлівська сільська рада.

## Історія
12 червня 2020 року, відповідно до розпорядження Кабінету Міністрів України № 713-р «Про визначення адміністративних центрів та затвердження територій територіальних громад Запорізької області», увійшло до складу Новотроїцької селищної громади.
17 липня 2020 року, в результаті адміністративно-територіальної реформи та ліквідації  Новотроїцького району, увійшло до складу Генічеського району.
24 лютого 2022 року село тимчасово окуповане російськими військами під час російсько-української війни.

## Населення

### Мова
Розподіл населення за рідною мовою за даними :
| Мова       | Кількість | Відсоток |
| ---------- | --------- | -------- |
| українська | 384       | 98.46%   |
| російська  | 6         | 1.54%    |
| Усього     | 390       | 100%     |

## Люди
В селі народилися:
- Фріман Абрам Якович (1923—1975) — український радянський журналіст, прозаїк.
- Леоненко Іван Федорович (1928- 2017) — український тренер з бігу. Заслужений тренер СРСР (1990) і України.